# جوديث شي
جوديث شي (بالإنجليزية: Judith Shea)‏ هي نحّاتة أمريكية، ولدت في 1948 في فيلادلفيا في الولايات المتحدة.